# Vadászat-festő
A Vadászat-festő az i. e. 6. század harmadik negyedében Lakóniában alkotó görög vázafestő volt, egyike a lakóniai vázafestészet öt legjelentősebb alakjának. Pontos születési és halálozási dátuma nem ismert, és mivel nem szignálta alkotásait neve sem maradt ránk. Vaddisznóvadászatot ábrázoló két csészéjéről nevezték el, az egyiket Lipcsében, a másikat Firenzében őrzik.
Tehetséges és egyéni látásmódú művész volt és a többi lakóniai vázafestőtől eltérően egyes vázáin (például egy hüdrián) a képet feliratokkal látta el. Csészéken látható jelenetei legtöbbször mitológiai témájúak, de a mindennapi élethez és a halálhoz kapcsolódó képeket is festett. Legérdekesebb ábrázolásai nem illeszkednek a csészék tondojához, olyanok mintha a képet egy lyukon keresztül néznénk míg egyes részei a látótéren kívül esnek. Elképzelhető, hogy nagyobb, nem kör alakú, mára már elveszett alkotásokat másolt le és nem törődött azzal, hogy a képnek mekkora része látható. Az is lehetséges, hogy eleve így tervezte jeleneteit.
Ezt a szokatlan elrendezést gyakran a lakóniai vázafestészet egyik sajátosságának tekintik, ezzel szemben szinte csak a Vadászat-festő alkalmazta és ő is csak karrierje egyik szakaszában (és esetenként egyik tanítványa). Ismertek a körbe jobban illeszkedő kompozíciói is. Képeire a főszereplők mellett gyakran halakat és madarakat is festett. Kevésbé sikerült alkotásain feltehetően korinthoszi eredetű, az ottaniaknál jobban öltözött kómoszokat ábrázolt. 
I. e. 550 körül kezdhette karrierjét az Arkeszilasz-festő műhelyében, kezdetben az ő ábrázolásmódját utánozta. Az Arkeszilasz-festőhöz hasonlóan rá is nagymértékben hatott a lakóniai iskola legjelentősebb festőjének, a század második negyedében aktív Naukratisz-festőnek a munkássága. Hozzá hasonlóan miniatürista és nagyobb léptékű képeket is festett. 

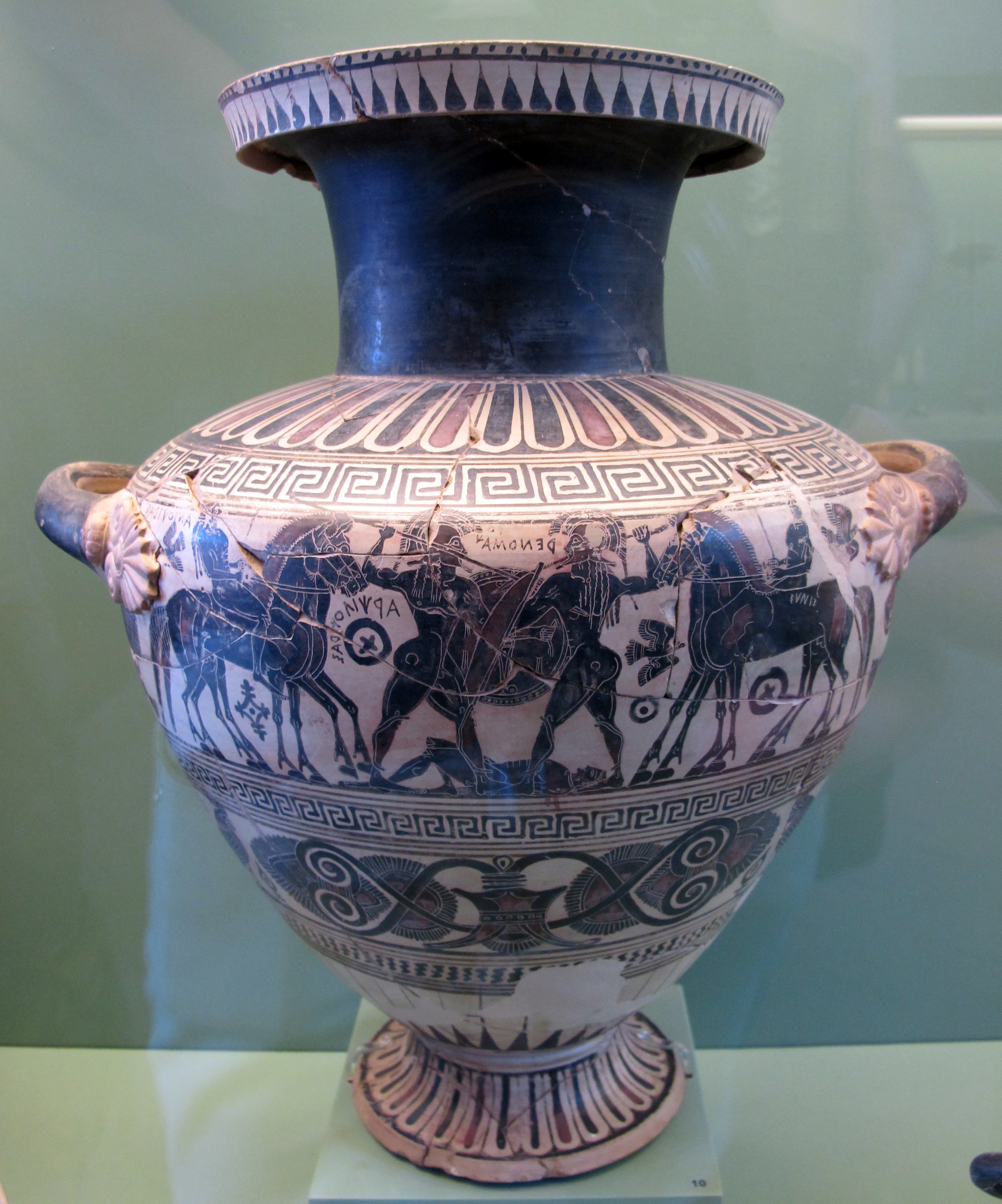
Hüdria a figurákat azonosító feliratokkal, i. e. 6. század közepe, Rodosz régészeti múzeuma

Hosszú karrierje i. e. 530/520-ig tarthatott. Legkorábbi munkáin a tipikus lakóniai kitöltőelemeket alkalmazta, de később egy kevésbé díszes stílusra váltott. Csészéinek külseje egyszerűbb a korábbiaknál, alsó részükön a jellegzetes lakóniai hármas frízdíszítést is leegyszerűsítette. Kezdetben a gránátalma és nyelv alakú díszítőelemeket foltokra és pontokra cserélte, kévőbb az egész sávot csak egy sugarakból álló frízzel váltotta fel.  A század közepe után készült csészéi legtöbbször kisméretűek egyszínű szegéllyel, a fogónál vízszintes palmetta díszítéssel. A század második felében aktív többi mesterhez hasonlóan festett úgynevezett Droop-csészéket is.
I. e. 540 után az attikai hatás erősödésével műhelyének termékei egyre jobban az athéni edényekhez kezdtek hasonlítani. A korábbi fehéz máz helyett egy pirosas árnyalatot alkalmaztak, ez jobban hasonlított a sötétebb színre kiégő attikai vázákhoz. A csészék belsejében a hagyományosan nagy lakóniai tondot egyre gyakrabban az attikai Siana-csészékhez és a Kismesterek csészéihez hasonló kisebb kör váltotta fel. Edényeinek másik része viszont archaizáló vonásokat mutat, a szegély külső és belső oldala is díszített, állatok láthatók az edény alsó részén és nagyon ritkán a fogónál is. Valószínűleg ezzel a  korábbi és sikeresebb csészetípust próbálta ismét divatba hozni. Ez a kettősség a kor lakóniai festészetének egészére jellemző, egyfelől az attikai edényeket utánozták, másfelől megpróbálták újra alkalmazni a század második negyedében virágkorát élő csészefestészet stíluselemeit.